# پی‌یرو ویدا
پی‌یرو ویدا (ایتالیایی: Piero Vida؛ ‏ ۵ اوت ۱۹۳۸ – ۱۹۸۷) بازیگر اهل ایتالیا بود.
از فیلم‌هایی که وی در آن نقش داشته‌است می‌توان به ترس از صحنه، جنبه خوب پائولینا، شب‌های گناه‌آلود پیترو آرتینو، فیورینا، گاو ماده، جان‌سخت، خوش به‌حال پولداران، ۱۹۰۰، هتلبان شب، یک نابغه، دو شریک و یک ساده‌دل، اسکی مارپیچ، نوستالژیا، اعدام، قرمز تیره، گالیلئو، کارگر بازنده است، و مادام کاملیا اشاره کرد.